# تیمین
با تیامین اشتباه گرفته نشود.
تیمین یک باز نوکلئوتیدی و از مشتقات پیریمیدین است که فقط در ساختار دنا (دی‌ان‌ای) دیده می‌شود.
این باز در دنا (دی ان ای) فقط با آدنین ترکیب می‌شود یا به آن می‌چسبد. به دلیل این که این باز اولین بار از بافت تیموس جدا شد، نام آن را تیمین نهاده‌اند.

## اشتقاق
همان‌طور که نام دیگر آن (متیل یوراسیل) نشان می‌دهد، تیمین ممکن است از کربوکسیلاسیون یوراسیل اشتقاق یافته باشد.